# Resolutie 971 Veiligheidsraad Verenigde Naties
Resolutie 971 van de Veiligheidsraad van de Verenigde Naties werd unaniem aangenomen op 12 januari 1995. De resolutie verlengde de UNOMIG-waarnemingsmissie in Abchazië met vier maanden.

## Achtergrond
Op de golf van opkomend onafhankelijkheidsstreven van Georgië uit de Sovjet-Unie tegen het einde van de jaren 1980, streefde de Abchazische minderheid in de Abchazische autonome republiek de onafhankelijkheid na, uit angst de autonomie in Georgië te verliezen. Het leidde tot etnische spanningen met de Georgiërs, die in Abchazië de grootste bevolkingsgroep waren.
In 1992 kwam het tot een gewapend conflict, waarbij ook Rusland betrokken raakte, dat het voor de Abchaziërs opnam. Begin 1993 braken zware gevechten uit om de Abchazische hoofdstad Soechoemi. In de zomer van 1993 werd een staakt-het-vuren afgesproken en werd de UNOMIG-waarnemingsmissie opgericht. De val van Soechoemi in september 1993 leidde tot grootschalige etnische zuiveringen tegen de Georgische gemeenschap.

## Inhoud

### Waarnemingen
De Veiligheidsraad bevestigde de soevereiniteit en territoriale integriteit van Georgië en het recht op veilige terugkeer van alle vluchtelingen, waarover een akkoord was getekend. Bij de partijen werd erop aangedrongen geen eenzijdige acties te ondernemen die het politieke proces zouden hinderen. Dat proces haperde en ook de terugkeer van vluchtelingen ging maar traag vooruit. De partijen werden opgeroepen snel een algehele politieke overeenkomst te sluiten, onder meer over de status van Abchazië. Wel goed was de nauwe samenwerking tussen de UNOMIG-waarnemingsmissie en de GOS-vredesmacht.

### Handelingen
De Veiligheidsraad verlengde het mandaat van UNOMIG tot 15 mei 1995 en verzocht dat secretaris-generaal Boutros Boutros-Ghali binnen twee maanden zou rapporteren over de situatie in Abchazië.
De partijen werden opgeroepen de aangegane afspraken na te komen. Vooral de Abchazen moesten zorgen voor een snellere terugkeer van de vluchtelingen. De secretaris-generaal moest samen met de GOS-vredesmacht stappen bekijken die daarbij konden helpen.

## Verwante resoluties
- Resolutie 934 Veiligheidsraad Verenigde Naties (1994)
- Resolutie 937 Veiligheidsraad Verenigde Naties (1994)
- Resolutie 993 Veiligheidsraad Verenigde Naties
- Resolutie 1036 Veiligheidsraad Verenigde Naties (1996)

Lijst ·  970 ·  971 ·  972 ·  973 ·  974 ·  975 ·  976 ·  977 ·  978 ·  979 ·  980 ·  981 ·  982 ·  983 ·  984 ·  985 ·  986 ·  987 ·  988 ·  989 ·  990 ·  991 ·  992 ·  993 ·  994 ·  995 ·  996 ·  997 ·  998 ·  999 ·  1000 ·  1001 ·  1002 ·  1003 ·  1004 ·  1005 ·  1006 ·  1007 ·  1008 ·  1009 ·  1010 ·  1011 ·  1012 ·  1013 ·  1014 ·  1015 ·  1016 ·  1017 ·  1018 ·  1019 ·  1020 ·  1021 ·  1022 ·  1023 ·  1024 ·  1025 ·  1026 ·  1027 ·  1028 ·  1029 ·  1030 ·  1031 ·  1032 ·  1033 ·  1034 ·  1035